# 甘雨施
甘雨施（？年—？年），字岱雲，四川重慶府榮昌縣人，嘉慶十三年戊辰恩科四川鄉試舉人，道光十五年大挑一等，歷任青溪縣、安化縣、湄潭縣、桐梓縣、遵義縣、修文縣知縣、二十八年，陞獨山州知州。二十九年，調署開州知州。